# Хана Монтана: Филм
Хана Монтана: Филм (енгл. Hannah Montana: The Movie) амерички је филм из 2009. базиран на истоименој серији. Представља други биоскопски филм урађен по серији Дизни канала, након Лизи Макгвајер. Режисер филма је Питер Челсом а писац Ден Беренденсен. Главне улоге тумаче Мајли Сајрус, Били Реј Сајрус, Емили Осмент и Џејсон Ерлс, заједно са глумцима као што су Лукас Тил, Ванеса Вилијамс, Марго Мартиндејл и Мелора Хардин који нису глумили у серији.
Филм говори о томе како популарност Мајли Стјуарт почиње да преузима њен живот, па је њен отац присиљава да оде у свој родни град Корвели Корнерс, Тенеси, како би добила перспективу о ономе што је најважније у животу.
Снимање филма почело је у априлу 2008, са већином сцена снимљеним у Колумбији, Тенеси и Лос Анђелесу, Калифорнија, након чега је завршено у јулу 2008. Филм је приказан у биоскопима 10. априла 2009. у САД и Канади, чији је дистрибутер Walt Disney Pictures. Филм је остварио комерцијални успех, зарадивши 169 милиона долара широм света, иако је добио помешане критике. На додели награда Златна малина, филм је номинован за најгору глумицу (Мајли Сајрус) и најгорег споредног глумца (Били Реј Сајрус).